# 青侍
青侍（あおさむらい）は、貴族・公家の家政機関に勤仕する侍のこと。
『大鏡』に登場する「なまざむらい」と同義語とされ、『中右記』や『明月記』などの日記類、『今昔物語集』・『古今著聞集』・『平家物語』・『宇治拾遺物語』の物語類などにも登場する。

## 概要
11世紀の侍階層出現の頃より現れて公家の家政機関に奉仕する役目を担うが、四位・五位へ昇進する諸大夫より下位に置かれて、基本的には六位に置かれていた（稀に五位に昇る者が存在した）。六位層は位袍の色が青系の縹であったことから、「青侍」という語が生じたと言われ、また青が持つ“未熟”という意味から年若いあるいは位階の低い侍の意味も有したとされている。
ただし、公家社会において政所及びこれを構成する家司の制度が解体された中世後期に入ると、公家の家臣層も諸大夫と青侍を中心とする家僕に再編成されることになるが、諸大夫を持てない中下層公家では青侍のみで家僕が構成されて公家家政を運営するようになり、青侍と家僕が同義語として扱われる場合もあった（『教言卿記』など）。戦国時代には、天皇や摂関などが身分が低い者に対して命令を下すための奉書を発給する際に、これを承った弁官などが自己の青侍に命じて奉書を発給させた青侍奉書が存在したことが知られている（『親長卿記』・『宣胤卿記』・『実隆公記』など）。また、中世後期において家僕が公家における軍事力を構成しており、荘園支配の維持などに一定の役割を果たしたとする指摘もある。江戸期にも存続し、主人が宮中に参内する時の先触れ等を務めた。
明治維新後、地下官人や公家侍のうち3代以上仕えていた者は官家士族として士族となった。これら官家士族は、明治の文化財保護行政に貢献した東寺公人の蜷川式胤など多くの文化人、官僚を輩出した。多くは平安神宮、熱田神宮、明治神宮などで神職になった。

## 著名な青侍
- 下河辺長流 - 江戸時代初期の三条西家の家臣。国学の先駆者。
- 本庄宗資 - 江戸時代前期の譜代大名（足利藩主、のち笠間藩主）。はじめ二条家の家臣だった。徳川綱吉の生母桂昌院の弟であり、桂昌院と綱吉の庇護を受けて大名に立身した。
- 島田正辰（左近） - 幕末の九条家の家臣。佐幕派の要人。
- 飯泉喜内 - 幕末の三条家の家臣。安政の大獄で刑死。
- 香川景樹 - 江戸時代後期の徳大寺家の家臣。歌人。徳大寺以前に何家かの公家を転々としている。
- 尾崎三良 - 烏丸家、冷泉家を経て三条実美の家臣。
- 革島家 - 鷹司家家臣。清和源氏佐竹氏支族。室町幕府奉公衆。
- 調子家
- 中小路家